# Heinrich Freese
Heinrich Freese, född 23 maj 1853, död 29 september 1944, var en tysk industriman och socialpolitiker.
Freese sökte i sina fabriker tillämpa, vad han kallade ett konstitutionellt fabrikssystem, vilket innebar, att arbetarna erhöll medbestämmanderätt i vissa frågor och andel i företagets vinst. Freese införde 1892 8-timmars arbetsdag. Freese var även intresserad av jordräntereformer och var 1890-98 ordförande i Bund der Bodenreformer. Bland hans skrifter märks: Die Gewinnbeteiligung der Angestellten (1905), Die konstitutionelle Fabrik (1909) och Nationale Bodenform (1926). 